# Sven Lechner
Sven Lechner (* 29. November 1985) ist ein deutscher ehemaliger Handballspieler. Seine Körperlänge beträgt 1,93 m.
Lechner spielte sowohl für die 1. Mannschaft als auch für die 2. Mannschaft des TV Bittenfeld. Mit der 1. Mannschaft stieg Lechner 2003 in die Oberliga Baden-Württemberg, 2004 in die Regionalliga und 2006 in die 2. Bundesliga auf. In der Folge wurde Lechner auch in der 2. Bundesliga eingesetzt. Mit der 2. Mannschaft des TVB stieg er in die Landesliga auf. 2007 wechselte Lechner vom TVB zum VfL Waiblingen. 2011 wechselte er von Waiblingen zum SV Salamander Kornwestheim in die Oberliga.
Lechner wurde in die Auswahlmannschaft des HVW berufen.
Lechner bekleidet die Positionen eines linken Rückraumspielers und Kreisläufers, wurde aber auch als linker Außenspieler eingesetzt.
Lechner ist gelernter Diplom-Immobilienwirt und betreibt eine eigene Immobilienfirma in Ludwigsburg.